# VM i snooker

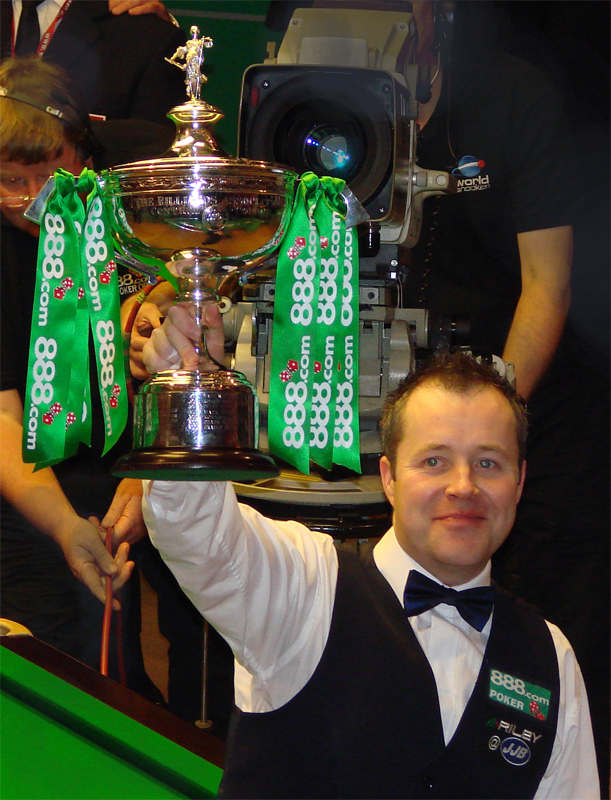
Fyrfaldige världsmästaren John Higgins poserar med VM-pokalen efter andra segern 2007.

För artiklar om världsmästerskapet årsvis, se rutan i botten av artikeln
VM i snooker, världsmästerskapet i biljardformen snooker, har avgjorts, med vissa undantag, varje år sedan 1927 och spelas sedan 1977 i april-maj i The Crucible Theatre i Sheffield, England. I huvudturneringen deltar 32 spelare sedan 1982, varav de 16 högst rankade är direktkvalificerade. Övriga spelare får spela kvalificeringsmatcher för att få delta i huvudturneringen. Den regerande världsmästaren (2024) är Kyren Wilson.

## Historia

### De tidiga åren
VM avgjordes första gången 1927 och den blivande vinnaren och tidiga 1900-talets gigant, engelsmannen Joe Davis, var med och arrangerade tävlingen. VM hölls inte (som idag) i en enda arena, utan spreds ut på flera olika orter. I den första turneringen deltog sammanlagt 10 spelare. Förstapriset var 6,50 brittiska pund.
Under de följande åren, fram till 1940 då man gjorde uppehåll för andra världskriget, hölls VM i flera olika orter men Joe Davis vann samtliga dessa turneringar, ett rekord som knappast kommer att slås. Davis var den totalt dominerande spelaren i världen under denna tidsperiod och hade inte någon större konkurrens.
År 1946 då VM-turneringarna återupptogs vann Davis sin 15:e och sista titel. Han deltog därefter aldrig mer i VM och förlorade alltså aldrig någon VM-match. En av de dominerande spelarna i tomrummet efter Joe Davis var hans yngre bror Fred Davis som hade förlorat finalen mot brodern 1940 och nu själv fick vinna några VM-turneringar under 1940- och 1950-talet. Fred Davis gick för övrigt till semifinal i VM så sent som 1978, vid 64 års ålder.
VM fick från och med 1952 konkurrens av World Matchplay som lockade fler av de bästa spelarna. Endast två spelare deltog i VM 1952 och detta fick till följd att VM tillfälligt lades ned från och med 1953 fram till 1963. Även World Matchplay lades ned efter 1957 års turnering, och det fåtal professionella spelare som nu fanns i världen kunde i princip bara tjäna pengar på uppvisningsmatcher. VM återinstiftades dock 1964, men nu i ett nytt format med utmanarmatcher. Precis som inom boxningen utsågs nu världsmästare genom att en spelare utmanade den regerande världsmästaren. I den första utmanarmatchen om VM besegrade engelsmannen John Pulman Fred Davis med 19 frames mot 16. Pulman fortsatte att dominera snookern under 1960-talet med sammanlagt sju vunna titelmatcher, den sista år 1968 mot australiensaren Eddie Charlton.

### Den moderna eran
År 1969 inleddes den "moderna eran" då VM återgick till sitt tidigare format som utslagsturnering, i början med åtta deltagare. Den första utslagsturneringen vanns av engelsmannen John Spencer. Vid denna tid tog matcherna mycket lång tid och spelades över flera dagar, redan kvartsfinalerna spelades i bäst av 49 frames och finalen i bäst av 73 frames. År 1970 vann walesaren Ray Reardon sin första av sammanlagt sex titlar under 1970-talet. Han slog Pulman i finalen med 37-33. Reardon dominerade under 1970-talet snookern med Spencer och den unge nordirländaren Alex Higgins som främsta utmanare.
Snooker-VM sponsrades 1976 för första gången av tobaksbolaget Embassy – ett sponsoravtal som upphörde först 2005 efter att tobaksreklam förbjudits i Storbritannien och snooker-VM var under denna tid mer eller mindre synonymt med ordet Embassy. Året därpå, 1977, spelades snooker-VM för första gången i The Crucible Theatre i Sheffield och har fortsatt att spelas där sedan dess. Tidigare under 1970-talet hade VM anordnats på olika ställen, bland annat i Australien, och ibland under mycket lång tidsperiod. I och med flytten till The Crucible Theatre började BBC sända mer regelbundet från VM vilket hjälpte till att göra snookern så stor som den är idag.
Ray Reardon, John Spencer och Alex Higgins som alla hade vunnit VM före flytten till Sheffield fick också vinna i The Crucible, men det var engelsmannen Steve Davis (ej släkt med Joe och Fred Davis) som blev den förste dominanten i den nya arenan med sina sex titlar på 1980-talet. Han deltog även i den mest berömda finalen 1985 då han förlorade mot nordirländaren Dennis Taylor med 18–17 efter det sista framets sista och avgörande svarta boll. Snookern hade nu blivit en enormt populär TV-sport. 1982 spelades VM för första gången med 32 spelare, ett format som fortfarande används. Även matchernas längd hade nu i princip blivit samma som de är idag, med en final som spelas i bäst av 35 frames.
Davis sex segrar i The Crucible slogs på 1990-talet av skotten Stephen Hendry som lyckades vinna sju gånger. Efter Hendrys dominans har Ronnie O'Sullivan klivit fram som 2000-talets främste VM-spelare med sju titlar: den första 2001 och den senaste 2022. 
Prispengarna har ökat rejält sedan 1960-talet då de nästan helt saknades. År 2019 fick vinnaren 500 000 pund, därtill fanns ett pris på 10 000 pund för högsta break i huvudturneringen.

## Segrare
| År                                             | Vinnare           | Motståndare       | Resultat          |
| ---------------------------------------------- | ----------------- | ----------------- | ----------------- |
| 1927                                           | Joe Davis         | Tom Dennis        | 20 – 11           |
| 1928                                           | Joe Davis         | Fred Lawrence     | 16 – 13           |
| 1929                                           | Joe Davis         | Tom Dennis        | 19 – 14           |
| 1930                                           | Joe Davis         | Tom Dennis        | 25 – 12           |
| 1931                                           | Joe Davis         | Tom Dennis        | 25 – 21           |
| 1932                                           | Joe Davis         | Clark McConachy   | 30 – 19           |
| 1933                                           | Joe Davis         | Willie Smith      | 25 – 18           |
| 1934                                           | Joe Davis         | Tom Newman        | 25 – 23           |
| 1935                                           | Joe Davis         | Willie Smith      | 25 – 20           |
| 1936                                           | Joe Davis         | Horace Lindrum    | 34 – 27           |
| 1937                                           | Joe Davis         | Horace Lindrum    | 32 – 29           |
| 1938                                           | Joe Davis         | Sidney Smith      | 37 – 24           |
| 1939                                           | Joe Davis         | Sidney Smith      | 43 – 30           |
| 1940                                           | Joe Davis         | Fred Davis        | 37 – 36           |
| 1941–1945 hölls ingen turnering                |                   |                   |                   |
| 1946                                           | Joe Davis         | Horace Lindrum    | 78 – 67           |
| 1947                                           | Walter Donaldson  | Fred Davis        | 82 – 63           |
| 1948                                           | Fred Davis        | Walter Donaldson  | 84 – 61           |
| 1949                                           | Fred Davis        | Walter Donaldson  | 80 – 65           |
| 1950                                           | Walter Donaldson  | Fred Davis        | 51 – 46           |
| 1951                                           | Fred Davis        | Walter Donaldson  | 58 – 39           |
| 1952                                           | Horace Lindrum    | Clark McConachy   | 94 – 49           |
| World Matchplay (ej officiella VM-turneringar) |                   |                   |                   |
| 1952                                           | Fred Davis        | Walter Donaldson  | 38 – 35           |
| 1953                                           | Fred Davis        | Walter Donaldson  | 37 – 34           |
| 1954                                           | Fred Davis        | Walter Donaldson  | 39 – 21           |
| 1955                                           | Fred Davis        | John Pulman       | 37 – 34           |
| 1956                                           | Fred Davis        | John Pulman       | 38 – 35           |
| 1957                                           | John Pulman       | Jackie Rea        | 39 – 34           |
| 1958-1963 hölls ingen turnering                |                   |                   |                   |
| Utmanarmatcher                                 |                   |                   |                   |
| 1964                                           | John Pulman       | Fred Davis        | 19 – 16           |
| 1964                                           | John Pulman       | Rex Williams      | 40 – 33           |
| 1965                                           | John Pulman       | Fred Davis        | 37 – 36           |
| 1965                                           | John Pulman       | Rex Williams      | 25 – 22 (matcher) |
| 1965                                           | John Pulman       | Fred Van Rensburg | 39 – 12           |
| 1966                                           | John Pulman       | Fred Davis        | 5 – 2 (matcher)   |
| 1968                                           | John Pulman       | Eddie Charlton    | 39 – 34           |
| Utslagsturnering                               |                   |                   |                   |
| 1969                                           | John Spencer      | Gary Owen         | 37 – 24           |
| 1970                                           | Ray Reardon       | John Pulman       | 37 – 33           |
| 1971                                           | John Spencer      | Warren Simpson    | 37 – 29           |
| 1972                                           | Alex Higgins      | John Spencer      | 37 – 32           |
| 1973                                           | Ray Reardon       | Eddie Charlton    | 38 – 32           |
| 1974                                           | Ray Reardon       | Graham Miles      | 22 – 12           |
| 1975                                           | Ray Reardon       | Eddie Charlton    | 31 – 30           |
| 1976                                           | Ray Reardon       | Alex Higgins      | 27 – 16           |
| The Crucible Theatre                           |                   |                   |                   |
| 1977                                           | John Spencer      | Cliff Thorburn    | 25 – 21           |
| 1978                                           | Ray Reardon       | Perrie Mans       | 25 – 18           |
| 1979                                           | Terry Griffiths   | Dennis Taylor     | 24 – 16           |
| 1980                                           | Cliff Thorburn    | Alex Higgins      | 18 – 16           |
| 1981                                           | Steve Davis       | Doug Mountjoy     | 18 – 12           |
| 1982                                           | Alex Higgins      | Ray Reardon       | 18 – 15           |
| 1983                                           | Steve Davis       | Cliff Thorburn    | 18 – 6            |
| 1984                                           | Steve Davis       | Jimmy White       | 18 – 16           |
| 1985                                           | Dennis Taylor     | Steve Davis       | 18 – 17           |
| 1986                                           | Joe Johnson       | Steve Davis       | 18 – 12           |
| 1987                                           | Steve Davis       | Joe Johnson       | 18 – 14           |
| 1988                                           | Steve Davis       | Terry Griffiths   | 18 – 11           |
| 1989                                           | Steve Davis       | John Parrott      | 18 – 3            |
| 1990                                           | Stephen Hendry    | Jimmy White       | 18 – 12           |
| 1991                                           | John Parrott      | Jimmy White       | 18 – 11           |
| 1992                                           | Stephen Hendry    | Jimmy White       | 18 – 14           |
| 1993                                           | Stephen Hendry    | Jimmy White       | 18 – 5            |
| 1994                                           | Stephen Hendry    | Jimmy White       | 18 – 17           |
| 1995                                           | Stephen Hendry    | Nigel Bond        | 18 – 9            |
| 1996                                           | Stephen Hendry    | Peter Ebdon       | 18 – 12           |
| 1997                                           | Ken Doherty       | Stephen Hendry    | 18 – 12           |
| 1998                                           | John Higgins      | Ken Doherty       | 18 – 12           |
| 1999                                           | Stephen Hendry    | Mark Williams     | 18 – 11           |
| 2000                                           | Mark Williams     | Matthew Stevens   | 18 – 16           |
| 2001                                           | Ronnie O'Sullivan | John Higgins      | 18 – 14           |
| 2002                                           | Peter Ebdon       | Stephen Hendry    | 18 – 17           |
| 2003                                           | Mark Williams     | Ken Doherty       | 18 – 16           |
| 2004                                           | Ronnie O'Sullivan | Graeme Dott       | 18 – 8            |
| 2005                                           | Shaun Murphy      | Matthew Stevens   | 18 – 16           |
| 2006                                           | Graeme Dott       | Peter Ebdon       | 18 – 14           |
| 2007                                           | John Higgins      | Mark Selby        | 18 – 13           |
| 2008                                           | Ronnie O'Sullivan | Ali Carter        | 18 – 8            |
| 2009                                           | John Higgins      | Shaun Murphy      | 18 – 9            |
| 2010                                           | Neil Robertson    | Graeme Dott       | 18 – 13           |
| 2011                                           | John Higgins      | Judd Trump        | 18 – 15           |
| 2012                                           | Ronnie O'Sullivan | Ali Carter        | 18 – 11           |
| 2013                                           | Ronnie O'Sullivan | Barry Hawkins     | 18 – 12           |
| 2014                                           | Mark Selby        | Ronnie O'Sullivan | 18 – 14           |
| 2015                                           | Stuart Bingham    | Shaun Murphy      | 18 – 15           |
| 2016                                           | Mark Selby        | Ding Junhui       | 18 – 14           |
| 2017                                           | Mark Selby        | John Higgins      | 18 – 15           |
| 2018                                           | Mark Williams     | John Higgins      | 18 – 16           |
| 2019                                           | Judd Trump        | John Higgins      | 18 – 9            |
| 2020                                           | Ronnie O'Sullivan | Kyren Wilson      | 18 – 8            |
| 2021                                           | Mark Selby        | Shaun Murphy      | 18 – 15           |
| 2022                                           | Ronnie O'Sullivan | Judd Trump        | 18 – 13           |
| 2023                                           | Luca Brecel       | Mark Selby        | 18 – 15           |
| 2024                                           | Kyren Wilson      | Jak Jones         | 18 – 14           |
| 2025                                           | Zhao Xintong      | Mark Williams     | 18 – 12           |

### Flest segrar
| Antal | Spelare           |
| ----- | ----------------- |
| 15    | Joe Davis         |
| 7     | John Pulman       |
| 7     | Stephen Hendry    |
| 7     | Ronnie O'Sullivan |
| 6     | Ray Reardon       |
| 6     | Steve Davis       |
| 4     | John Higgins      |
| 4     | Mark Selby        |
| 3     | Fred Davis        |
| 3     | John Spencer      |
| 3     | Mark Williams     |
| 2     | Walter Donaldson  |
| 2     | Alex Higgins      |

1. ↑  Pulmans World Matchplay-titel är ej medräknad
2. ↑  Davis fem World Matchplay-titlar är ej medräknade